# Zachyłek śledzionowy torby sieciowej
Zachyłek śledzionowy torby sieciowej (łac. recessus splenicus bursae omentalis) – w anatomii człowieka struktura w obrębie jamy brzusznej, część torby sieciowej.
Jama brzuszna wysłana jest otrzewną, błoną surowiczą tworzącą różne mniejsze struktury, jak więzadła, sieci, torby czy zachyłki. Do największych zachyłków należy torba sieciowa. Sama posiada ona swoje własne zachyłki. Jednym z nich jest właśnie zachyłek śledzionowy.
Zachyłek ten, jak sama nazwa wskazuje, leży w pobliżu śledziony, przy jej wnęce. Stanowi najbardziej na lewo wysuniętą część torby sieciowej. Leży do góry od przedniego końca śledziony.
Przednie ograniczenie zachyłka śledzionowego stanowi więzadło żołądkowo-śledzionowe. Od strony tylnej odgranicza go więzadło przeponowo-śledzionowe. O ile to pierwsze cechuje się znaczną szerokością, to drugie jest znacznie węższe i obejmuje sobą naczynia żołądkowe krótkie. Więzadła te zmierzają do wnęki śledziony, rozpoczynając się odpowiednio na krzywiźnie większej żołądka i na przeponie.